# Jan Kazimierz na Oleksowie Gniewosz
Jan Kazimierz Gniewosz na Oleksowie herbu Rawicz – kasztelan zawichojski w latach 1700–1703, podstoli sandomierski w latach 1693–1700, marszałek Trybunału Głównego Koronnego w 1703 roku, rotmistrz powiatu radomskiego w 1697 roku.
Poseł sejmiku opatowskiego na sejm nadzwyczajny 1693 roku. W 1697 roku był elektorem Augusta II Mocnego z województwa sandomierskiego. 5 lipca 1697 roku podpisał w Warszawie obwieszczenie do poparcia wolnej elekcji, które zwoływało szlachtę na zjazd w obronie naruszonych praw Rzeczypospolitej. Był członkiem konfederacji sandomierskiej 1704 roku. 
Właściciel Oleksowa, Sarnowa, Sławczyna w powiecie radomskim, Abramowic  i Woli w powiecie lubelskim. W 1693 roku założył na gruncie wsi Oleksów miasteczko Gniewoszów.